# Tione di Trento
Tione di Trento est une commune italienne d'environ 3 700 habitants située dans le val Giudicarie. Il appartient à la province autonome de Trente dans la région du Trentin-Haut-Adige dans le nord-est de l'Italie.

## Administration
| Période                                  | Période | Identité | Étiquette | Qualité |
| ---------------------------------------- | ------- | -------- | --------- | ------- |
|                                          |         |          |           |         |
| Les données manquantes sont à compléter. |         |          |           |         |

### Hameaux
Saone

### Communes limitrophes
Les communes limitrophes sont  Bleggio Superiore, Borgo Lares, Comano Terme, Ledro, Pieve di Bono-Prezzo, Porte di Rendena, Sella Giudicarie et Tre Ville.